# Алісово
Алі́сово (рос. Алисово) — село у складі Переволоцького району Оренбурзької області, Росія.

## Населення
Населення — 221 особа (2010; 276 у 2002).
Національний склад (станом на 2002 рік):
- росіяни — 47 %